# Синецкая, Ульяна Яновна
Улья́на Яновна Сине́цкая  (род. 29 марта 1996, Югорск, Ханты-Мансийский автономный округ, Россия) — российская певица. Финалистка отбора на конкурс «Детское Евровидение — 2006», участница музыкальных шоу «Голос» и «Фабрика звёзд». Бывшая солистка группы «ВИА Гра».

## Биография
Родилась 29 марта 1996 года в Югорске. В 2006 году Синецкие переехали в Екатеринбург. С пяти лет занималась вокалом, обучалась в детской музыкальной школе № 2. Училась в Дягилевском лицее. В 2014 году, после окончания школы, поступила в Российскую академию образования, выбрав профессию психолога. «Сцена — это прежде всего люди, общение. И здесь без психологии никуда» — считает Ульяна.
В 2006 году стала финалисткой российского отбора на конкурс «Детское Евровидение». В феврале 2008 года одержала победу на фестивале «Властелины ритма». В том же году стала обладательницей титула «Маленькая вице-мини-мисс мира», представляя модельное агентство Екатеринбург-Fashion. В 2011 году вошла в тройку победителей (средняя группа) в конкурсе «Российская жемчужина», представляя Екатеринбург. Победители удостоились представлять Россию на международном конкурсе в Германии. Участвовала в фестивале «Уральские родники».
В 2012 году подписала контракт с «Universal studios», записала альбом и выпустила видеоклип. 25 октября заняла второе место в IV Всероссийском телевизионном конкурс эстрадно-джазового вокала «Магия звука-2012». В 2013 году получила премию «5+» в номинации «Вокалистка». 1 ноября выступила на сцене Кремлёвского дворца, на юбилейном вечере Александра Новикова, руководителя Уральского государственного театра эстрады, солисткой которого на тот момент являлась.
В 2014 году приняла участие в музыкальном шоу «Голос». Наставником был Александр Градский.
В сентябре 2017 года стала участницей Новой Фабрики звёзд под руководством Виктора Дробыша. По итогам отчётного концерта 22 октября 2017 года, должна была покинуть проект, однако Филипп Киркоров, приглашённый в качестве гостя, настоял на том, чтобы девушку оставили. С декабря 2017 года являлась солисткой женской поп-группы CASH, дебютное выступление которой состоялось на выпускном гала-концерте Новой Фабрики звёзд. Весной 2018 года группа распалась.
В 2018 года — стала солисткой группы «ВИА Гра». Помимо Синецкой, членами группы стали Эрика Герцег и Ольга Меганская. В ноябре 2020 года Константин Меладзе представил новый состав группы, изменившийся на две трети, но Ульяна Синецкая сохранила своё место в коллективе.
В мае 2025 года коллектив прекратил своё существование.

## Дискография
В составе группы «ВИА Гра»
- «Я полюбила монстра» (2018)
- «ЛюбоЛь» (2019)
- «1+1» (2019)
- «Рикошет» (2020)
- «Антигейша 2021» (2021)
- «Родниковая вода» (2021)
- «Манекен» (2021)
- «Galileo» (2025)

Сольный исполнитель
- «Вальс» feat. Alekseev (2024)

## Видеография
В составе группы «ВИА Гра»
| Год  | Клип               | Режиссёр          |
| ---- | ------------------ | ----------------- |
| 2018 | Я полюбила монстра | Хиндрек Маасик    |
| 2019 | ЛюбоЛь             | Заур Засеев       |
| 2019 | 1+1                | Сергей Солодкий   |
| 2020 | Рикошет            | Станислав Морозов |
| 2021 | Манекен            | Алан Бадоев       |

Сольный исполнитель
| Год  | Клип                   | Режиссёр   |
| ---- | ---------------------- | ---------- |
| 2024 | Вальс (feat. Alekseev) | Лера Мазур |

## Личная жизнь
С 2018 года состояла в отношениях с украинским певцом Никитой Алексеевым. В 2024 году пара объявила о расставании.